# Pythia
Pythia — британський симфо-метал-гурт, що був утворений барабанщиком Марком Даесом, вокалісткою Емілі Овенден та гітаристом Росом Вайтом в 2007 році. На час утворення Емілі була учасницею гурту Mediæval Bæbes, а Марк та Рос грали в дет/треш-метал гурті Descent.
В 2009 році вийшов дебютний альбом «Beneath the Veiled Embrace». В лютому 2012 року вийшов другий альбом гурту — «The Serpent's Curse», а в жовтні 2014 третій — «Shadows of a Broken Past».
В червні 2015 на офіційній сторінці гурту в Facebook було оголошено, що вокаілстка Емілі Овенден покинула гурт задля фокусу на її новому гурті Khronicles, і що Pythia продовжить своє існування з новою солісткою. 6 жовтня 2015 було оголошено, що Софі Дорман буде новою вокалісткою гурту.

## Склад
Теперішній колектив

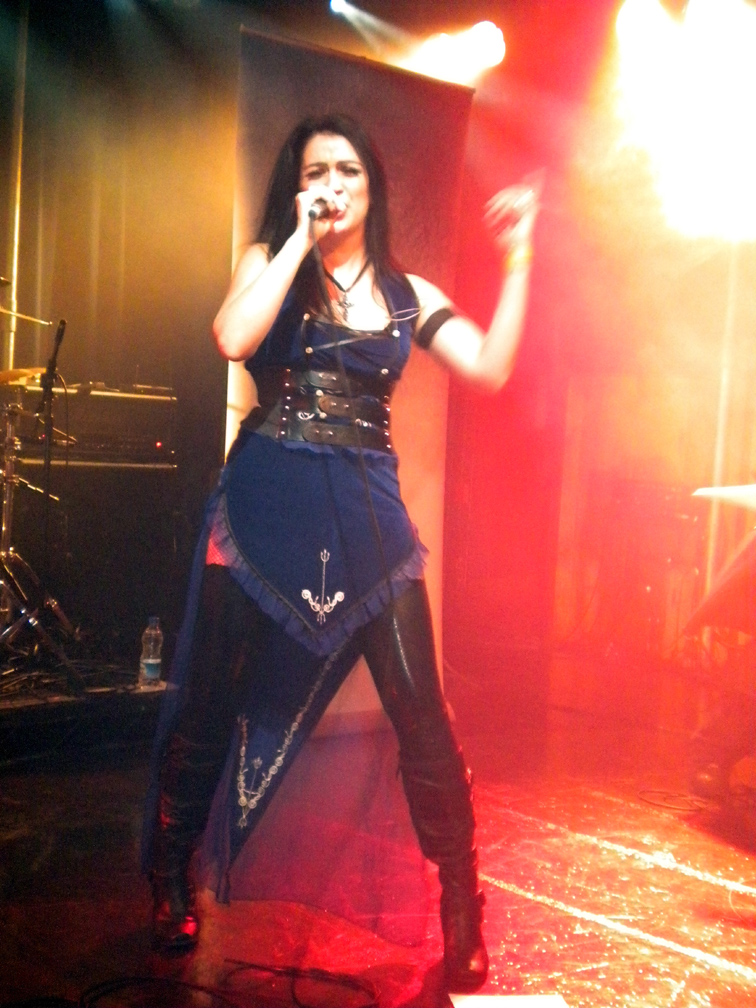
Емілі Овенден

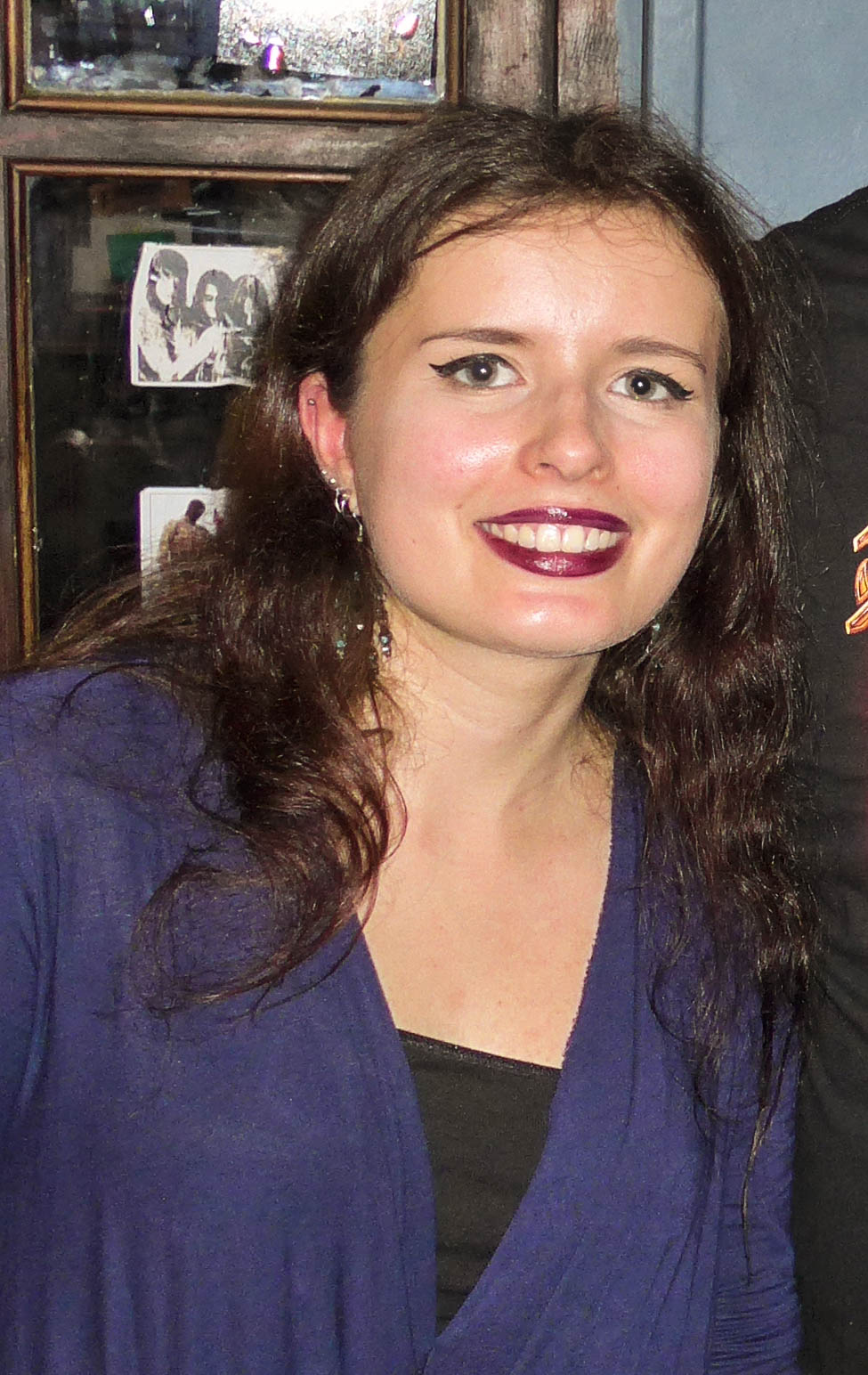
Софі Дорман

- Софі Дорман – вокал (2015–дотепер)
- Оз Райт – електрогітара (2013–дотепер)
- Рос Вайт – ритм-гітара (2007–дотепер)
- Маркус Матусяк – клавіші (2013–дотепер)
- Марк Даес – ударні (2007–дотепер)
- Аш Портер – бас-гітара (2016–дотепер)

Колишні учасники
- Емілі Овенден – вокал (2007–2015)
- Тім Нейл – електрогітара (2007–2013)
- Енді Ніксон-Корфілд – ударні (2007–2011)
- Річард Холланд – клавіші (2007–2013)
- Марк Харрінгтон – бас-гітара (2011–2016)

## Дискографія
Студійні альбоми
- Beneath the Veiled Embrace (2009)
- The Serpent's Curse (2012)
- Shadows of a Broken Past (2014)
- The Solace of Ancient Earth (2019)

Сингли
- "Sarah (Bury Her)" (2009)
- "Army Of The Damned" (2010)
- "Betray My Heart" (2011)
- "The Circle / Just A Lie" (2012)